# NGC 2207
NGC 2207 је спирална галаксија у сазвежђу Велики пас која се налази на NGC листи објеката дубоког неба.
Деклинација објекта је - 21° 22' 22" а ректасцензија 6h 16m 21,8s. Привидна величина (магнитуда) објекта NGC 2207 износи 11,0 а фотографска магнитуда 11,8. Налази се на удаљености од 33,3000 милиона парсека од Сунца. NGC 2207 је још познат и под ознакама ESO 556-8, MCG -4-15-20, UGCA 124, IRAS 06142-2121, PGC 18749.